# Turó de l'Infern
El Turó de l'Infern és una muntanya de 324 metres que es troba al municipi de Cabrera de Mar, a la comarca del Maresme.

## Descripció
És un turó amb una excel·lent vista sobre la vall de Cabrera i el Castell de Burriac, i envoltat d'unes alineacions rocalloses naturals i unes altres de factura humana que les complementen. Això i les restes de ceràmica trobades fan pensar que era un punt de guaita dels ibers i posteriorment dels romans. L'indret ha patit moltíssim els espolis dels furtius.
Hi ha dos elements interessants en aquest turó: un és una rosa dels vents formada per unes pedres clavades a terra apuntant als punts cardinals (tot i que no queda clar si hi manca la pedra de l'oest o aquesta és la que hi ha al mig del grup i que no es va poder posar millor a causa de la roca que hi ha al costat). L'altre element són tres forats rectangulars a la roca: servien per encaixar els pals de les forques on, durant els segles xiv i xv, es penjaven els malfactors del terme. El fet de fer-ho en aquest turó (que es veu perfectament des de la plana de Cabrera) era per exemplificar el càstig i dissuadir possibles delinqüents o malfactors de cometre delictes. Uns esglaons picats a la roca a la banda sud facilitaven l'accés als enclavaments. Al cim hi ha un vèrtex geodèsic.

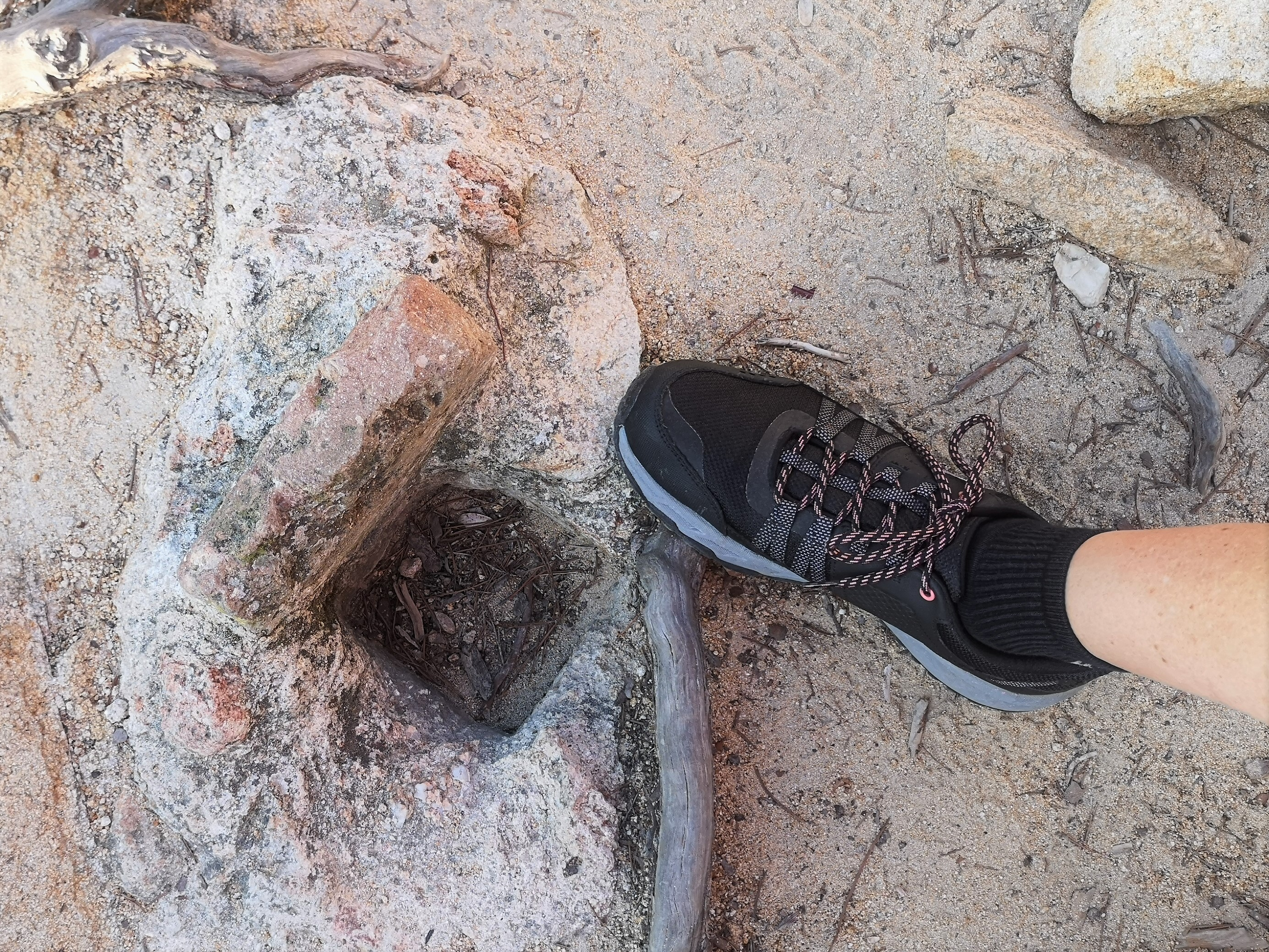
Forat al terra que servia per encaixar els pals de forca

## Accés
S'hi pot accedir des de la plaça de l'Església de Cabrils (població on s'arriba per l'autopista C-31, sortida 9, i després per la BV-5023 fins a Vilassar de Dalt i Cabrils). També s'hi pot accedir caminant 3 km per la BV-5022 des de l'estació de tren de rodalia de Vilassar de Mar. Sortim de la plaça de l'Església de Cabrils i pugem pel carrer del Castell en direcció NE. Trobarem el Castell de Can Jaumar i seguirem remuntant cap al NE. Tot seguit, arribarem al cementiri on es pot veure la capella de la família Tolrà i dos xiprers protegits per la Generalitat de Catalunya. Ascendim pel carrer de la Font Picant de Cabrera cap al nord enmig de les urbanitzacions adjacents al poble. Trobarem l'Alzina Surera de les Planes, la qual es troba al coll llindar entre Cabrils i Cabrera de Mar. A partir d'ací, ja per dins del Parc de la Serralada Litoral, continuarem pujant per la carena cap al sud en direcció al Turó de l'Infern (la ruta s'enfila suaument i permet albirar, a l'esquerra, el poble de Cabrera de Mar i el Castell de Burriac). Ens endinsem en un bosc de pi pinyer i romaní per acabar arribant al cim del Turó de l'Infern. Coordenades: x=448506 y=4597742 z=324.